# Catherine S. Lutz
Thiếu tướng Catherine S. Lutz (11 tháng 8 năm 1955 – 16 tháng 1 năm 2014) là một sĩ quan Vệ binh Quốc gia Mississippi. Bắt đầu sự nghiệp với tư cách một y tá trước khi trở thành một sĩ quan y tế, cô phục vụ trong một loạt các vị trí trước khi được thăng cấp Chuẩn tướng năm 2009 khi đang đương chức trợ lý cho Y tá trưởng của Không quân, trở thành nữ sĩ quan đầu tiên trong lịch sử Vệ binh Quốc gia Mississippi. Sau đó, cô được thăng cấp bậc Thiếu tướng và Chỉ huy Lực lượng Vệ binh Quốc gia Mississippi.

## Đầu đời và binh nghiệp
Catherine S. Lutz sinh ngày 11 tháng 8 năm 1955. Cô học tại Đại học Nam Mississippi và tốt nghiệp ngành Cử nhân Khoa học, Điều dưỡng năm 1977. Lutz gia nhập Lực lượng Vệ binh Quốc gia Mississippi với tư cách là một trung úy và y tá không quân vào năm 1982. Năm 1985, Lutz nhận bằng Thạc sĩ Khoa học về quản trị điều dưỡng tại Đại học Nam Mississippi, cùng năm đó, cô được thăng cấp Trung úy. Năm 1987, cô chuyển đến Quân đoàn Dịch vụ Y tế với tư cách là một Thiếu úy, rồi được thăng cấp trở lại Trung úy chỉ trong vòng một tháng. Từ năm 1988 đến 1999, Lutz là Quản trị viên Phòng khám với Phi đội Y tế thứ 172 tại Jackson, Mississippi và được thăng cấp lên cấp bậc Trung tá. Lutz nói: "Quân đội giải phóng tôi. Nếu tôi không gia nhập quân đội, tôi sẽ cảm thấy buồn chán khi chỉ làm việc ở một nơi."
Năm 1998, Lutz được Đại học Mississippi cấp bằng Tiến sĩ Triết học về giáo dục. Năm sau, cô được chỉ định làm Chỉ huy Phi đội Sơ tán Cấp cứu của Không quân thứ 183 và từ năm 2001 đến 2004 chỉ huy Phi đội Y tế thứ 172. Lutz được thăng cấp Đại tá năm 2002 và từ 2004 đến 2005 giữ chức Quản trị viên Dịch vụ Y tế trong Tập đoàn Y tế 81. Sau đó, cô phục vụ như một trợ lý đặc biệt cho Tướng phụ tá của Lực lượng Vệ binh Quốc gia Mississippi trong sáu tháng. Từ năm 2006 đến 2008, Lutz là trợ lý Vệ binh Quốc gia cho chỉ huy của Phi đội Quân y 59 tại Căn cứ Không quân Lackland, Texas.

## Sĩ quan cấp tướng
Từ năm 2008 đến 2011, Lutz là trợ lý cho Y tá trưởng của Lực lượng Vệ binh Không quân Quốc gia tại Căn cứ Không quân Bolling, Maryland. Trong vai trò này, cô được thăng quân hàm Chuẩn tướng vào ngày 12 tháng 1 năm 2009. Điều này gián tiếp biến Lutz trở thành nữ tướng đầu tiên trong lịch sử Vệ binh Quốc gia Mississippi. Trong sự nghiệp của mình, Lutz cũng từng là một nhân viên tuân thủ tại Bệnh viện Quản lý Cựu chiến binh và chỉ huy của một Đơn vị Y tế Viễn chinh của Không quân ở Riyadh, Ả Rập Xê Út đồng thời tốt nghiệp trường Y tá của Không quân, Trường Sĩ quan Phi công, Trường Chỉ huy, Nhân viên Không quân và Trường Cao đẳng Không quân. Cô vinh dự được trao tặng Huân chương Chiến công.

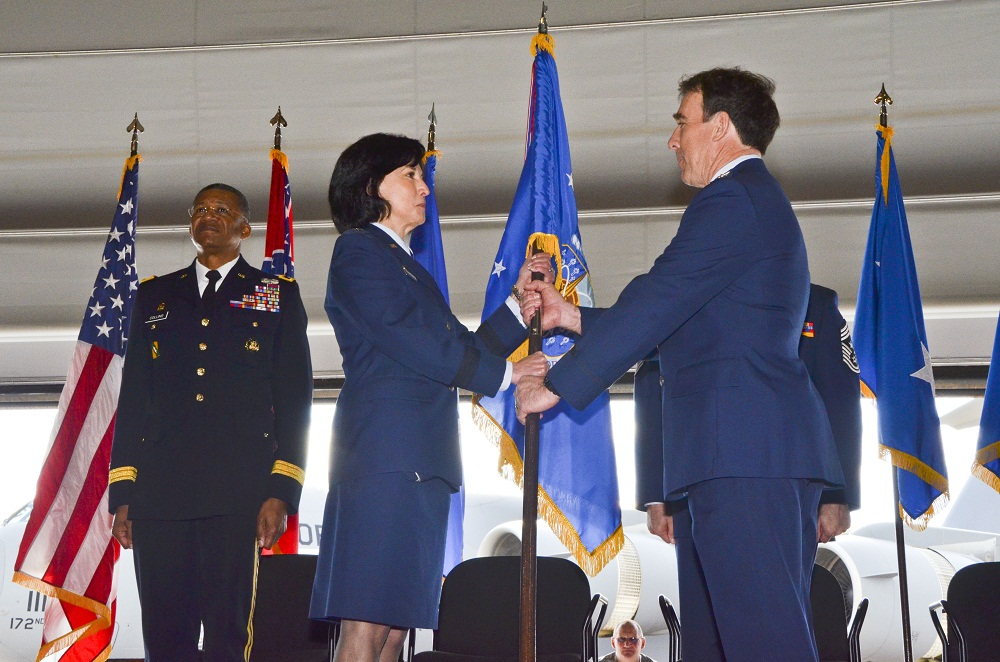
Lutz trong buổi lễ thăng cấp Thiếu tướng

Lutz được thăng chức chỉ huy Lực lượng Vệ binh Quốc gia Mississippi vào tháng 12 năm 2011 và cũng là Trợ lý Tổng phụ tá - Không quân cho Lực lượng Vệ binh Quốc gia Mississippi. Cô được thăng cấp bậc Thiếu tướng vào ngày 3 tháng 12 năm 2011. Chồng cô là Thiếu tướng William Lutz, một cựu sĩ quan quân đội và Thẩm phán Tòa án quận, người mà cô gặp lần đầu khi cả hai cùng phục vụ trong cùng một căn cứ của Lực lượng Vệ binh Quốc gia ở Flowood.

## Qua đời
Lutz được chẩn đoán mắc bệnh u não nhưng vẫn tiếp tục thực hiện nhiệm vụ của mình và tham dự một vài sự kiện. Cô mất ngày 16 tháng 1 năm 2014, hưởng dương 58 tuổi. Để vinh danh cô, Thống đốc Mississippi, ông Phil Bryant đã ra lệnh treo cờ rủ trên toàn tiểu bang vào ngày ngày 20 tháng 1, ngày tang lễ của Lutz tại Nhà thờ Công giáo St. Joseph ở Gluckstadt. Một buổi lễ tưởng niệm theo nghi thức quân đội cũng đã được tiến hành cùng ngày tại Nghĩa trang thành phố Canton.